# Lancetes Lake
Der Lancetes Lake ist ein kleiner See an der Nordküste Südgeorgiens im Südatlantik. Er liegt nahe dem Kopfende der Bucht Maiviken auf der Thatcher-Halbinsel.
Der See ist gekennzeichnet durch eine reiche benthische Flora aus Algen und Moosen. Diese bietet dem Schwimmkäfer Lancetes clausii (synonym zu Lancetes angusticollis), nach dem dieser See benannt ist und der hier in großer Zahl anzutreffen ist, ideale Lebensbedingungen. Die Benennung erfolgte 1991 durch das UK Antarctic Place-Names Committee.